# Xingyi Airport
Xingyi Airport (kinesiska: 兴义机场) är en flygplats i Kina. Den ligger i provinsen Guizhou, i den sydvästra delen av landet, omkring 240 kilometer sydväst om provinshuvudstaden Guiyang.
Runt Xingyi Airport är det ganska tätbefolkat, med 179 invånare per kvadratkilometer. I omgivningarna runt Xingyi Airport växer i huvudsak blandskog.
Genomsnittlig årsnederbörd är 1 433 millimeter. Den regnigaste månaden är juni, med i genomsnitt 340 mm nederbörd, och den torraste är januari, med 22 mm nederbörd.